# Men Shen

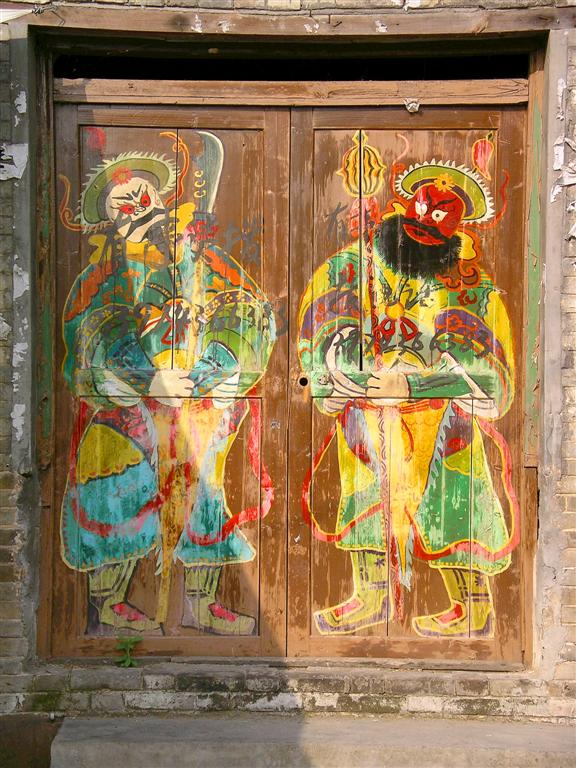
Traditionell Men Shen handmålad på dörr

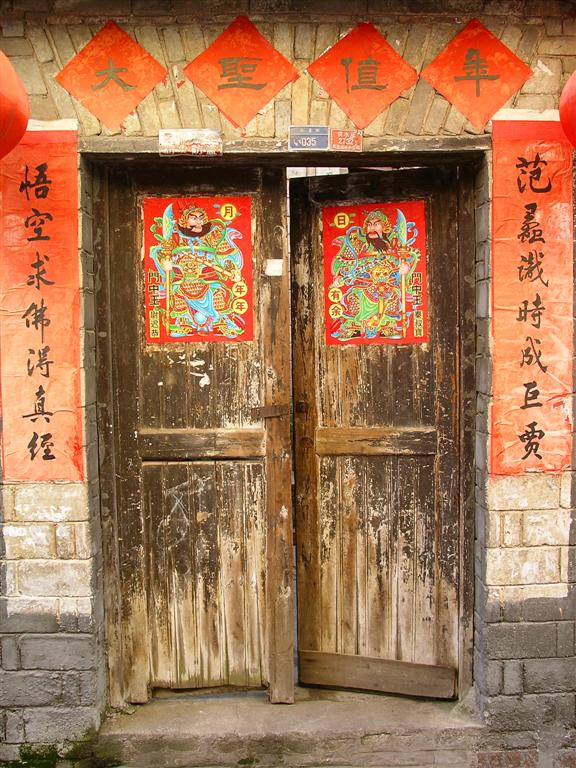
Men Shen i form av tryckta planscher uppfästade på dörr

Men Shen är två "dörrgudar" i kinesisk mytologi.
Men Shen utvecklades förmodligen ur tidiga mytiska väsen men med tiden antog de rollen som två generaler som vaktade kejsarens palats. De förekommer som dörrvakter vid många kinesiska byggnader där deras uppgift är att skydda huset mot illasinnade demoner.